# Eugène Ducretet
Eugène Adrien Ducretet (27. listopadu 1844 v Paříži – 23. srpna 1915 tamtéž) byl francouzský vynálezce a průmyslník.

## Životopis
Už ve věku 13 let navštěvoval dílnu konstruktéra Paula Gustava Fromenta, kde získal základy mechaniky a elektrotechniky. Ve 20 letech (1864) založil vlastní podnik, ve kterém vyráběl přístroje pro výzkum i průmysl. Díky kvalitě jeho výrobků se stal postupně dodavatelem mnoha významných fyziků ve Francii i v zahraničí.
V průběhu své kariéry registroval množství patentů. Vyvinul např. plynový kondenzátor, přístroj za zaznamenávaní signálů optického telegrafu a v roce 1895 rentgenový přístroj, jen měsíc po objevu rentgenových paprsků. Pro nemocnice budoval osvětlující sondy a rentgenové přístroje. V roce 1885 se stal rytířem Řádu čestné legie.
V listopadu 1897 prováděl první pokusy s bezdrátovým přenosem mezi svým podnikem v Paříži v ulici Rue Claude Bernard a zhruba 400 m vzdáleným Pantheonem. Tyto experimenty předvedl i prezidentovi Félixovi Faurovi. Dne 5. listopadu 1898 předvedl za dozoru zástupců Francouzské akademie věd veřejnou ukázku bezdrátového přenosu mezi 3. patrem Eiffelovy věže a téměř 4 km vzdáleným Pantheonem. Krátce nato koupilo ruské námořnictvo od Ducreteta jeho první rozhlasové přístroje. Na počátku 20. století byl Ducretet jedním z mála výrobců rozhlasových přístrojů a příslušenství a stal se konkurentem italského fyzika Guglielma Marconiho.
V roce 1908 ve věku 64 let kvůli svému zdravotnímu stavu přenechal vedení podniku svému synovi Ferdinandovi (1888-1928) a svému dlouholetému hlavnímu inženýrovi Ernestu Rogerovi. Firma tak získala jméno Ducretet-Roger. Jeho bratr Pierre, který byl důstojníkem pěchoty, padl v roce 1915 bitvě u Verdunu a ve stejném roce zemřel i Ducretet v Paříži.

## Firma po smrti zakladatele
V roce 1931 převzal jeho firmu koncern Eliha Thomsona pod názvem Ducretet-Thomson. Firma vyráběla rozhlasové přijímače a po druhé světové válce též televizory a autorádia. Poslední přístroje pod značkou Ducretet-Thomson byly uvedeny na trh v roce 1970, poté již jméno Ducretet zmizelo z názvu firmy Thomson.